# Olha Masliwez
Olha Wiktoriwna Masliwez bzw. Olga Wiktorowna Masliwez (ukrainisch Ольга Вікторівна Маслівець, russisch Ольга Викторовна Масливец; * 23. Juni 1978 in Ternopil, Ukrainische SSR) ist eine ukrainische Windsurferin und Trainerin, die international kurze Zeit für Russland antrat und mittlerweile Spanien vertritt.

## Leben
Masliwez studierte an der Nationalen Pädagogischen Universität Ternopil Volodymyr Hnatiuk an der Fakultät für chemische Biologie und an der National University of Ukraine on Physical Education and Sport in Kiew an der Fakultät für Sportmanagement.
Sie lebt in Jewpatoria und startet für den Verein Donetsk SHVSM. Sie ist seit 2008 mit Maksym Oberemko, einem Mitglied des ukrainischen Nationalkaders der Windsurfer, verheiratet. 2009 bekam das Paar eine Tochter.
Nach der Annexion der Krim 2014 durch Russland äußerten Masliwez wie ihr Ehemann den Wunsch, sportlich für Russland anzutreten.
Von 2021 bis 2022 war Olha Masliwez Nationaltrainerin des Deutschen Seglerverbandes für die Surfklasse iQFoiL. Seit Juni 2023 ist sie beim norwegischen Segelverband als Trainerin iQFOiL Damen angestellt.

## Sportliche Erfolge
Die 15-fache ukrainische Meisterin und Verdiente Meisterin des Sports im Segeln nahm als Windsurferin an den Olympischen Sommerspielen in den Jahren 2000 (Sydney, Mistral, 23. Platz), 2004 (Mistral, Athen, 10. Platz), 2008 (Peking, 8. Platz) und 2012 teil. Ihr bestes Ergebnis erreichte sie 2012, als sie in der Surfklasse RS:X den 4. Platz belegte.
2015 gab sie bekannt, nachdem sie zwei Jahre keine Förderung durch den ukrainischen Verband erhalten hatte, zukünftig für Russland starten zu wollen. Am 2. Juni 2016 genehmigte das Internationale Olympische Komitee den Nationalitätenwechsel von Olha Masliwez. Auf Grund der großen Konkurrenz im russischen Kader erhielt sie 2016 keinen Startplatz für die Olympischen Sommerspiele, während ihr Mann für Russland an seinen sechsten Olympischen Sommerspielen teilnehmen konnte.
2017 nahm sie mit Iker Martínez unter spanischer Flagge am Finn Gold Cup 2017 in der Katamaranklasse Nacra 17 teil. 2018 erreichte sie beim Sailing World Cup Hyères mit Martínez einen dritten Platz.